# IFTTT
IFTTT is een website (en app) die verschillende webapplicaties en websites koppelt met elkaar met het doel bepaalde acties te automatiseren. IFTTT werd gelanceerd in 2010 door Linden Tibbets. De letters IFTTT staan voor If this, then that, wat Engels is voor Als dit, dan dat.
Een applet wordt getriggerd door veranderingen in webservices zoals Twitter of Pinterest. Een applet kan bijvoorbeeld een e-mail sturen als de gebruiker tweet met een bepaalde hashtag, of de foto's die op Facebook zijn gepubliceerd opslaan in een opslagdienst zoals Dropbox, de kleur van de Philips Hue-lampen wijzigen als het morgen gaat regenen.

## Componenten
| Component  | Omschrijving                                                    | Voorbeeld                                                                                        |
| ---------- | --------------------------------------------------------------- | ------------------------------------------------------------------------------------------------ |
| Kanaal     | Een webdienst levert een data flow                              | Een kanaal activeert triggers en acties                                                          |
| Trigger    | Een kanaal kan een actie triggeren                              | Van een RSS feed kan je een notificatie ontvangen gebaseerd op een trefwoord of een zin          |
| Actie      | Een actie wordt getriggered door een kanaal                     |                                                                                                  |
| Recept     | Een predicaat bestaat uit een combinatie van triggers en acties | Als je een Instagram liked (trigger) wordt de foto verzonden naar je Dropbox account (actie)     |
| Ingrediënt | Data wordt beschikbaar gemaakt via een trigger                  | Data van een e-mail omvat subject, body, attachment, received date, en het adres van de afzender |

## Werking
Gebruikers kunnen op IFTTT webapplicaties aan elkaar verbinden via simpele "als dit dan dat"-statements gebruiken. Hiervoor is geen programmeerkennis nodig. De webapplicaties worden in IFTTT kanalen genoemd. IFTTT biedt 270 kanalen, waaronder e-mail, Facebook, RSS, Evernote en GPS.
Het "dit"-gedeelte van het statement wordt een trigger genoemd. Er zijn vele verschillende triggers mogelijk, bijvoorbeeld bij een foto-tag op Facebook, veranderingen in een aandelenkoers, een nieuw item van een RSS-feed of een bepaalde weersvoorspelling.
Het "dat"-gedeelte wordt een actie genoemd. Ook hier zijn verschillende mogelijkheden, zoals het sturen van een e-mail, een afspraak in je agenda zetten, tekstbestanden aanmaken of uitbreiden op Dropbox of Google Drive of een bepaalde opname op SoundCloud plaatsen. Een compleet "als dit dan dat"-statement wordt een recept genoemd. Op de site kunnen eerder gemaakte recepten doorzocht worden. De gebruiker kan eigen recepten ook delen met anderen.
Bij het toevoegen van een kanaal geeft IFTTT suggesties voor recepten.

## Filters
Triggers en acties kunnen gefilterd worden via instellingen die ingrediënten genoemd worden. Dit zijn verfijningen, waardoor een actie bijvoorbeeld reageert op de veranderingen van een RSS-feed, maar alleen als deze bepaalde woorden bevat. De mogelijke filters hangen af van het kanaal.

## Fysieke apparaten
Naast webapplicaties zijn er ook fysieke apparaten die IFTTT kunnen aansturen. Belkin heeft een schakelaar die via wifi en de router aan het internet zijn te verbinden. Ook heeft Belkin een schakelaar waarmee bijvoorbeeld stroomverbruik en gebruiksduur gemeten kan worden en dit beschikbaar stelt als trigger. Verder is er een weerstation van Netatmo dat als trigger gebruikt kan worden. De Hue-lampen van Philips zijn aan te sturen als actie in een recept.

## App
IFTTT heeft apps voor Android en iOS, waarmee onder meer automatisch smsberichten verstuurd kunnen worden.